# 臺華輪
臺華輪是台灣本島與澎湖之間1989年至2023年間的交通船，營運者是台灣航業。固定航線是高雄港和馬公港，近年來也行駛高雄再經由馬公通往廈門和小三通以及其他包船的航行路線。1989年9月啟航、2023年8月退役、2023年9月前往孟加拉吉大港拆卸。

## 臺澎海運簡史及臺華輪簡介
臺澎間公營海運:
1. 1953年3月「第三海盛輪」於東吉海域觸礁沉沒，20餘人罹難。1953年4月同事故公司「聯盛輪」於東吉海域沉沒，48人罹難失蹤。1956年11月「第二光盛輪」於西吉海域沉沒。
2. 政府鑒於民營客輪事故頻仍，指派台灣航業調派C型輪「宜蘭」、「恆春」2艘進行逐日對開，並禁止民營載客。
3. 1959年新造「澎湖輪」進行營運，專行駛高雄馬公的客輪，820.76總噸，載重427.17噸，速率14節，1959年於日本完工，載客314人。
4. 1971年新造2千噸級客船“臺澎輪”，經營船速19節，載客數620。
5. 1989年新造8134噸臺華輪，總載客數1150人，經濟航速約20節，並具備駛上駛下功能，屬客貨車載運船（Roll-on/Roll-off Ship，RoRo Ship），可載運遊覽車、雜貨及些許貨櫃。
6. 1998年台灣航業民營化後，泛公部門持股共約4成，目前為政策性補貼部分虧損，由台灣航業持續經營高雄至澎湖航線營運。

## 歷史
民國七十八年九月（1989年）於日本長崎建造竣工，耗資新台幣7億2,000餘萬元。船長120公尺，船寬19.30公尺，總噸位8,134噸，航速22浬，載客量1,150人，載車能量小客車約100部（可兼載高層大客車、大貨車），全船中央系統冷氣、音響，配備當時之最新科技導航及避碰航儀，並裝置遠洋航行之穩定平衡翼。
民國92年（2003年）開始倡議更新台華輪，原議以舊船代航、台航易產置產等方式進行改善，後於民國95年10月開始由交通部前高雄港務局辦理「臺華輪汰舊換新計畫」委外研究案，至行政院於103年11月14日同意全額由中央預算補助。但經多次設計案討論（三體輪船、單體輪船、承載量、經濟性等），於2019年1月20日，賴峰偉縣長裁示新船體將回歸單胴體船型設計，建造總經費約新台幣17.3億元，2022年8月23日開工建造並於11月10日安放龍骨，
2023年4月4日於日本廣島內海造船廠舉行命名暨下水典禮，正式命名為「澎湖輪」，將於9月5日首航。而臺華輪於同年8月23日進行最後一次航行。
原定9月5日首航的澎湖輪因海葵颱風影響而停航，9月6日載運一般民眾從高雄到馬公的航次變成首航。

## 影視
曾在電影「周處除三害」中出現

## 相片

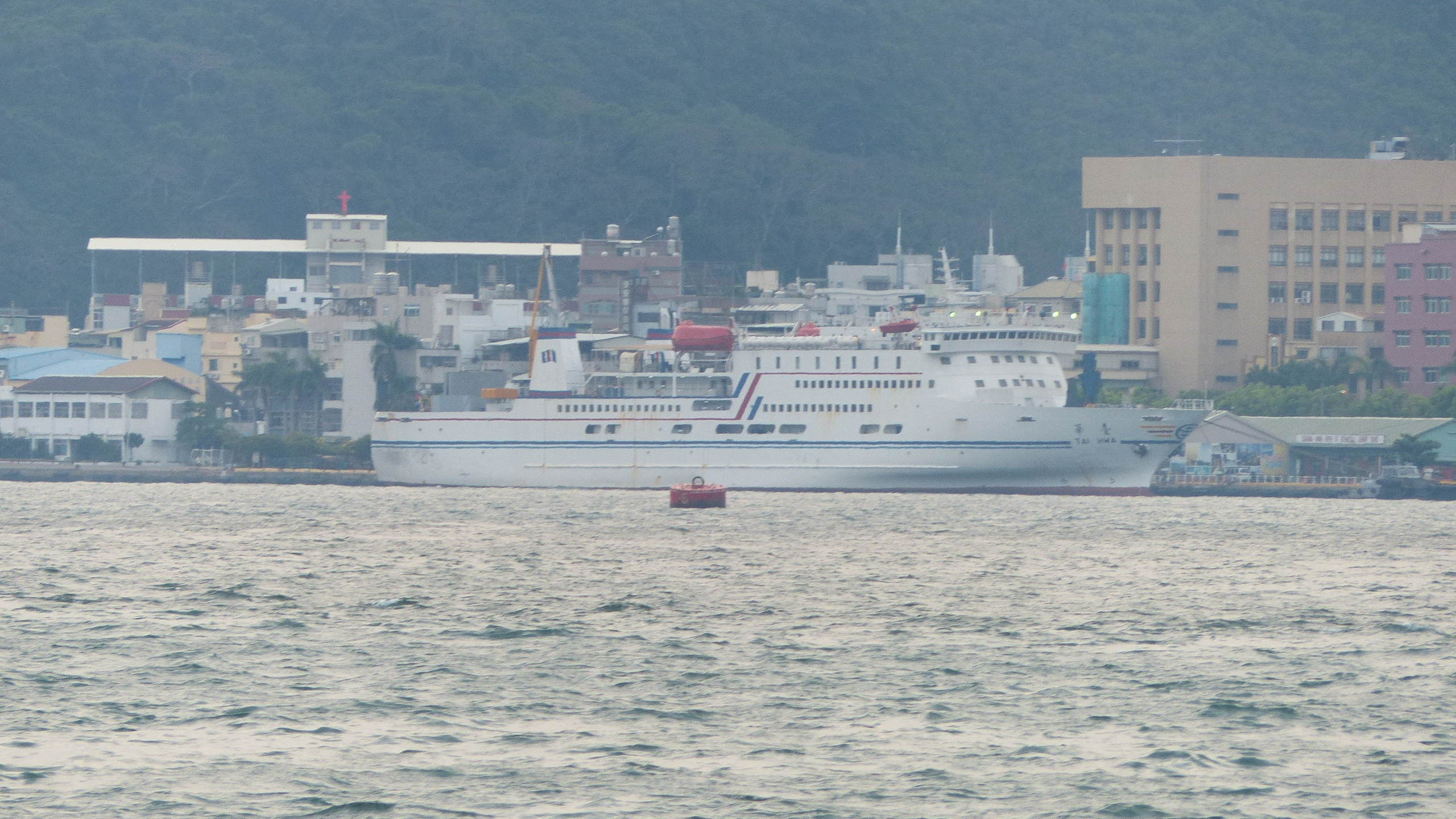
臺華輪傍晚停泊於高雄港新濱碼頭。

## 外部連結
- 台華輪 （页面存档备份，存于） 台灣航業